# Beauvallon
Beauvallon é uma comuna francesa na região administrativa de Auvérnia-Ródano-Alpes, no departamento de Drôme. Estende-se por uma área de 3,12 km². Em 2010 a comuna tinha 1 621 habitantes (densidade: 519,6 hab./km²).